# La Trappe Bockbier
La Trappe Bockbier is een bier van La Trappe, gemaakt door de brouwerij van de trappistenabdij Koningshoeven in Berkel-Enschot. Het is een dieprood bier met een alcoholpercentage van 7%.
La Trappe Bockbier is tegenwoordig het enige trappistenbockbier ter wereld, het bestaat sinds 2004. Tot 1904 heeft in Frankrijk echter ook een door trappisten gebrouwen bockbier bestaan, dat van de Abdij van Sept-Fons.